# Partito di Solidarietà Nazionale
Il Partito di Solidarietà Nazionale (in spagnolo Partito Solidaridad Nacional, PSN) è stato un partito politico peruviano di orientamento nazional-conservatore operativo dal 1998 al 2020.
Fondato dall'allora sindaco di Lima Luis Castañeda Lossio, dal 2001 al 2008 il partito ha fatto parte della coalizione Unità Nazionale, insieme al Partito Popolare Cristiano e a Rinnovamento Nazionale; nel 2011 ha invece aderito all'Alleanza di Solidarietà Nazionale, con Unione per il Perù e Cambio 90.
Nel 2020 si è sciolto dando vita ad un nuovo soggetto politico, Rinnovamento Popolare.

## Risultati elettorali
| Parlamentari 2000 | 399.985                           | 4,03                              | 4 / 120              |
| Parlamentari 2001 | Unità Nazionale                   | Unità Nazionale                   | 3 / 120              |
| Parlamentari 2006 | Unità Nazionale                   | Unità Nazionale                   | 3 / 120              |
| Parlamentari 2011 | Alleanza di Solidarietà Nazionale | Alleanza di Solidarietà Nazionale | N.D.                 |
| Parlamentari 2016 | Lista non presentata              | Lista non presentata              | Lista non presentata |
| Parlamentari 2020 | 221.123                           | 1,79                              | 0 / 130              |
| 1. 2. 3.          |                                   |                                   |                      |